# Alej v ulici Elišky Krásnohorské
Alej v ulici Elišky Krásnohorské je památná alej na ulici Elišky Krásnohorské v části Podlesí města Havířov v okrese Karviná. Geograficky se nachází v nížině Ostravská pánev, Moravskoslezském kraji a regionu Horní Slezsko.

## Historie a popis aleje
Alej v ulici Elišky Krásnohorské je zbytek aleje, kde jsou chráněny již jen dva stromy jako pozůstatek aleje u císařské cesty:
| jasan ztepilý | Fraxinus excelsior L.     | ochrana od 08. února1993 |
| jírovec maďal | Aesculus hippocastanum L. | ochrana od 08. února1993 |

Chráněné stromy nejsou v dobrém stavu, ale jsou ošetřeny. Ostatní nechráněné stromy jsou v dobrém stavu.

## Další informace
Alej je celoročně volně přístupná.

## Galerie

Staré stromy v aleji
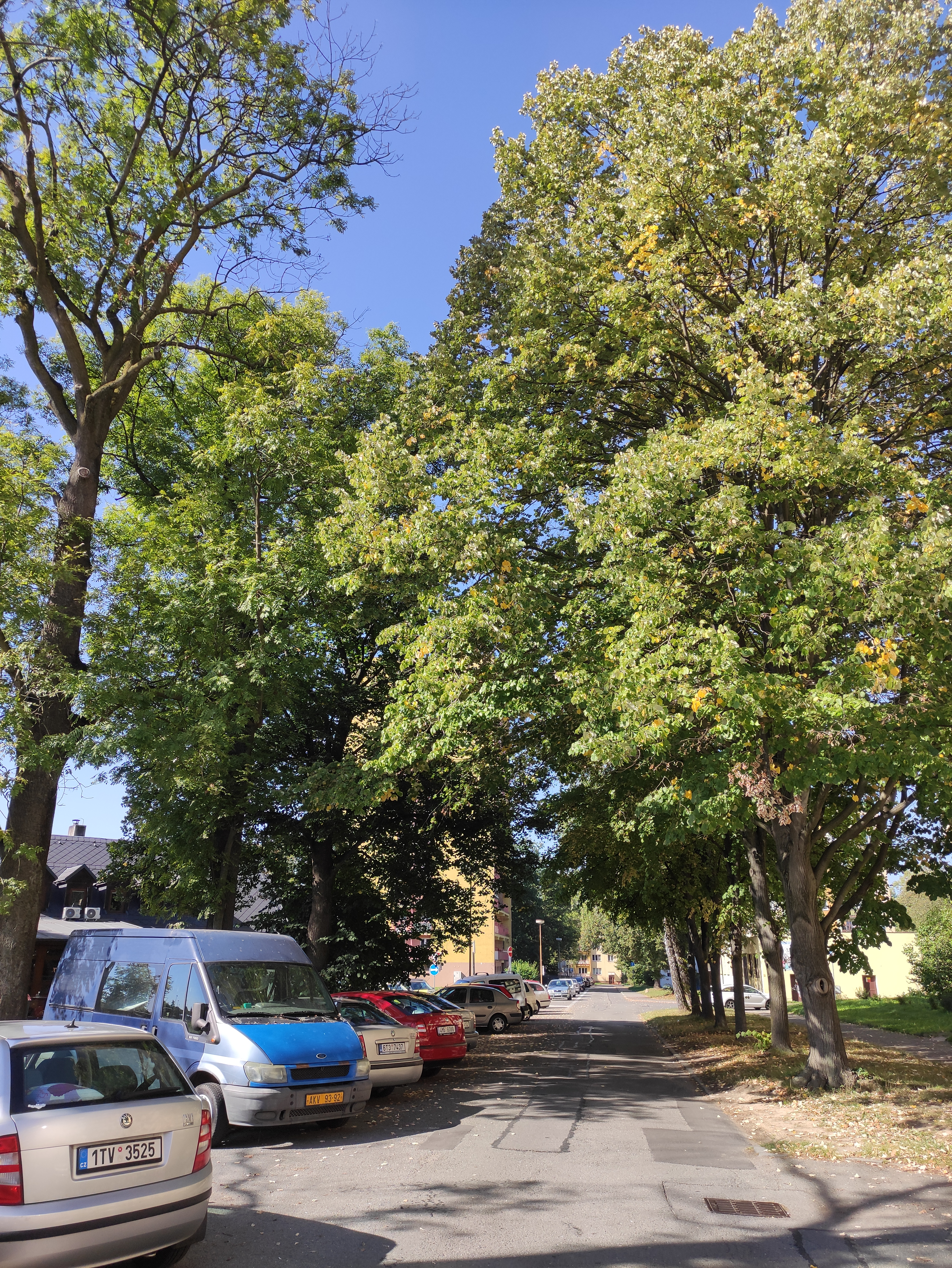
Stromy u silnice
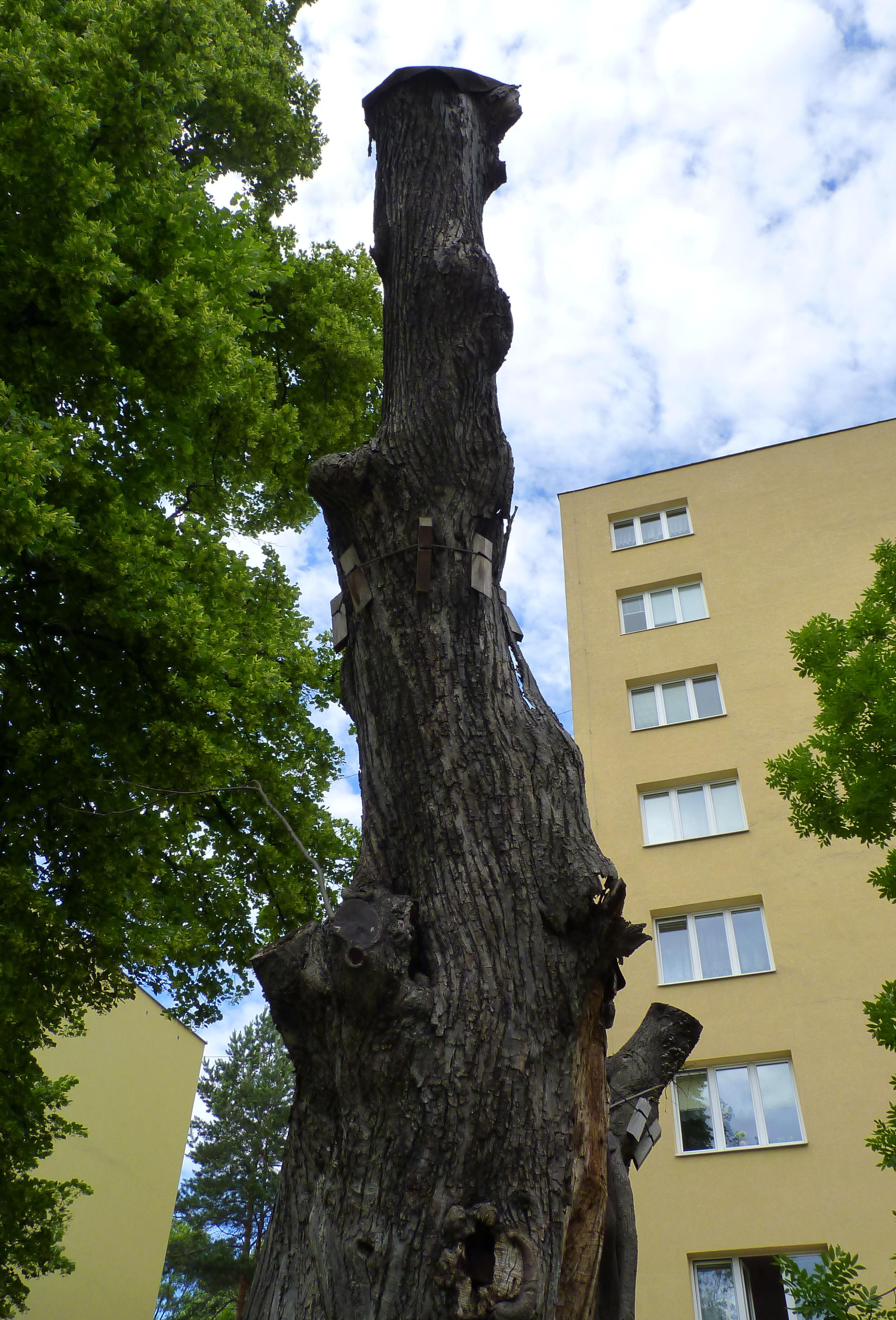
Zaniklý strom